# Григорян, Армен Левонович
Армен Левонович Григорян (арм. Արմեն Գրիգորյան, 1 февраля 1961, Ереван) — армянский общественный и государственный деятель. Заслуженный деятель физической культуры и спорта Республики Армения (2021).

## Биография
- 1978—1982 — Армянский государственный институт физической культуры.
- 1982—1984 — Служил в армии СССР.
- 1996—2000 — Ереванский институт востоковедения им. Лазаряна.
- 1981—1983 — инструктор по фехтованию в трудовом совете «Буревестник».
- 1984—1985 — старший тренер-педагог по фехтованию в специализированной школе фехтования министерства просвещения Армянской ССР.
- 1985—1986 — тренер по фехтованию в специализированной школе фехтования Ереванского горсовета.
- 1987—1996 — слесарь-инструментальщик 1-го разряда, начальник производственного участка в комбинате изобразительного искусства
- 1990—1992 — генеральный директор обувной фабрики «Наири».
- 1996—1998 — заместитель директора комбината изобразительного искусства.
- 1998—2003 — начальник Управления физической культуры и спорта министерства культуры, спорта и делам молодёжи Армении.
- 1999—н. в. — председатель Федерации фехтования Армении.
- 2000 — специальные курсы в Государственной академии управления Армении.
- 2001—2010 — генеральный секретарь Национального олимпийского комитета Армении.
- 2003—2007 — заместитель председателя государственного комитета по физической культуре и спорту при правительстве Армении.
- 2003—2007 — Генеральный секретарь Всемирного комитета Панармянских игр.
- 2003—2007 — генеральный секретарь Всемирного комитета Панармянских игр.
- 2005—н. в. — член исполнительного комитета Европейской ассоциации фехтования.
- 2007—2010 — министр спорта и по делам молодежи Республики Армения.
- 2007—2012 — президент Всемирного комитета Панармянских игр.
- 2012—н. в. — заведующий кафедрой физвоспитания и ЗОЖ Российско-Армянского университета.
- 2017—н. в. — член Педагогического профессионального совета 065 ВАК РА, заместитель председателя.
- 2021—н. в. — Вице-Президент Национального Олимпийского комитета Армении.

## Награды и премии
- Мастер спорта СССР.
- Мастер спорта международного класса.
- Доктор педагогических наук, профессор.
- Академик, действительный член Академии педагогических и психологических наук Армении.
- Благодарственный диплом Президента РА.
- Награждён золотой медалью Министерства спорта РА за особые заслуги.
- Медаль Национального Олимпийского Комитетета Армении «Грант Шагинян».
- Золотой орден Всемирной Ассоциации национальных олимпийских комитетов.
- Золотая медаль Министерства образования РА.
- Золотая медаль Всемирного комитета Панармянских игр.
- Золотой орден Национального Олимпийского Комитета Армении.
- Заслуженный деятель физической культуры и спорта РА.
- Член Зала славы Международной федерации фехтования.